# Unión Deportiva Almería 2012-2013

## Rosa
| N. |                      | Ruolo | Calciatore       |
| -- | -------------------- | ----- | ---------------- |
| 1  | Spagna (bandiera)    | P     | Esteban          |
| 3  | Uruguay (bandiera)   | D     | Marcelo Silva    |
| 4  | Argentina (bandiera) | D     | Hernán Pellerano |
| 5  | Spagna (bandiera)    | D     | Ángel Trujillo   |
| 6  | Spagna (bandiera)    | C     | Fernando Soriano |
| 7  | Spagna (bandiera)    | C     | Verza            |
| 8  | Spagna (bandiera)    | C     | Aleix Vidal      |
| 9  | Brasile (bandiera)   | A     | Charles          |
| 10 | Spagna (bandiera)    | C     | Aarón Ñíguez     |
| 11 | Spagna (bandiera)    | C     | Abel Molinero    |

| N. |                      | Ruolo | Calciatore        |
| -- | -------------------- | ----- | ----------------- |
| 15 | Spagna (bandiera)    | C     | Corona            |
| 17 | Spagna (bandiera)    | D     | Álvaro Mejía      |
| 18 | Spagna (bandiera)    | D     | Christian         |
| 19 | Spagna (bandiera)    | C     | Carlos Calvo      |
| 20 | Spagna (bandiera)    | D     | Rafita            |
| 21 | Uruguay (bandiera)   | D     | Adrián Gunino     |
| 22 | Spagna (bandiera)    | C     | Javi Casquero     |
| 23 | Argentina (bandiera) | A     | Leonardo Ulloa    |
| 25 | Spagna (bandiera)    | P     | Diego             |
|    | Spagna (bandiera)    | A     | Rubén Suárez      |
|    | Spagna (bandiera)    | A     | José Ortiz Bernal |